# 우크라이나 생물무기 음모론
우크라이나 생물무기 음모론은 2022년 3월 러시아의 우크라이나 침공 중 등장했다. 러시아 관료들은 근거 없이 우크라이나의 공중 보건 시설이 "미국 자금을 지원받는 비밀 생물 연구소"라고 주장하면서 생물무기를 개발한다고 주장했지만 여러 언론 매체, 과학자 집단 및 국제 기구에서 허위 정보로 드러났다. 이 주장은 중국 외교부와 중국 국영 언론이 증폭시켰고, QAnon이 퍼트려 미국의 극우 단체 사이에서 지지되었다 
러시아 안팎의 러시아인 과학자들은 러시아 국방부가 제출한 문서에 공중 보건 연구를 위해 수집된 병원체가 나열되어 있다고 말하면서, 정부가 우크라이나의 비밀 "생물무기 연구소"에 대해 거짓말을 하고 있다고 공개적으로 비난했다. "생물무기 연구실" 주장은 미국, 우크라이나, 유엔, 및 《Bulletin of the Atomic Scientists》에서도 반박되었다.

## 크렘린의 비난과 음모론의 확산

### 러시아 및 중국 관리 및 국영 언론
러시아와 중국 관료들은 음모론을 부추기기 위해 비난을 퍼부었다. 러시아의 지지자로는 외무장관 세르게이 라브로프, 러시아 연합 지도자 드미트리 메드베데프, 사라예보 주재 러시아 대사관의 공식 트위터 계정, 러시아 국영 언론사 스푸트니크와 타스 등이 있다. 중국 외교부는 우크라이나의 '국내외 생물학적 군사 활동'에 대해 '모든 설명'을 요구했다.
3월 11일 러시아는 이러한 주장을 논의하려는 유엔 회의를 소집했으며, 《로이터》는 이를 입증되지 않은 혐의를 다시 주장하려는 시도라고 기술했다. 이로 인해 유엔은 우크라이나 생물무기 프로그램에 대한 증거가 없다고 밝혔고, 미국과 동맹국은 러시아가 잠재적으로 생물 또는 화학 공격을 가하기 위해 사전에 이런 주장을 퍼뜨리고 있다고 비난했다.
2022년 7월, 두 명의 러시아 국가두마 의원은 생물 연구소 위원회 조사에서 우크라이나가 군인들에게 "인간의 의식의 마지막 흔적을 완전히 무력화하고 가장 잔인하고 치명적인 괴물로 만드는" 약물을 투여한 사실을 발견했다며, 이는 "잔인한 살인 기계의 통제와 생성을 위한 이 시스템이 미국의 관리 하에 구현되었다"는 증거라고 주장했다.

### 온라인 음모론자들
2022년 3월 CNN, 프랑스 24 및 포린 폴리시는 QAnon 옹호자가 우크라이나의 미국 자금 지원 연구소에 관한 음모론을 만드는 러시아 허위 정보를 확산시키고 있다고 보도했다. 러시아 국영 언론은 "미국의 비밀 생물 연구소"가 무기를 만들고 있다고 거짓으로 주장했지만 미국, 우크라이나, 유엔은 이에 대해 반박했다. 실제로 우크라이나 보건부와 미국 국방부는 2005년 생물무기 개발에 사용될 수 있는 기술과 병원체의 확산을 방지하기 위한 협정에 서명했다. 새로운 실험실은 소련 생물학 무기 프로그램의 잔재를 확보하고 해체하기 위해 설립되었으며, 그 이후로 새로운 전염병을 추적, 예방하는 데 사용되었다. 실험실은 비밀이 아닌 공개적으로 기재되며, 미국이 아닌 우크라이나와 같은 호스트 국가에서 소유 및 운영한다. 미국 대사관에 등재된 우크라이나 소유의 위협 감소 연구소도 학자들을 국제 과학 회의에 파견하여 그들의 작업을 홍보한다. 음모론 해석 측면에서, QAnon 추종자들은 우크라이나의 "군사" 연구소를 파괴하려는 푸틴과 트럼프의 노력은 우크라이나 침공을 정당화한다고 주장했다. InfoWars는 또한 "미국이 운영하는 우크라이나의 바이오 연구소를 겨냥한 러시아의 공격?"이라는 제목으로 음모론을 지지했다.
지그널 랩스는 영어권 인플루언서가 처음에 논란거리를 지어낸 이후 러시아어 선전으로 퍼졌으며, 3월 6일 이후 "생물학 연구소"에 대한 러시아어 게시물 수가 해당 주제 관련 영어 게시물 수를 능가했다고 평가했다. 사이버 보안 및 위협 인텔리전스 회사인 피라 테크놀로지에 따르면 우크라이나의 생물학 연구소에 대한 첫 번째 언급은 침공이 시작되기 10일 전인 2월 14일 Alt-tech 극우 소셜 네트워크 Gab에 게시된 게시물이었다.

## 음모론 확산 및 대응
저널리스트 저스틴 링(Justin Ling)에 따르면 우크라이나 생물무기 괴담은 "변두리의 QAnon 채널에서 《폭스뉴스》와 도널드 트럼프에게 곧바로 퍼졌다"고 한다. 폭스 뉴스 해설자 터커 칼슨은 미국이 "치명적인 병원체 생성에 자금을 지원하고 있다"고 주장하며, 유럽에서도 생물무기 프로그램을 운영하고 있다고 비난하는 러시아와 중국 정부 대변인의 성명을 방송했다. 터커 칼슨은 2022년 3월 10일 의 에피소드를 포함하여 여러 에피소드에서 이야기를 계속했다.
같은 달 《마더 존스》가 보도한 바와 같이, 러시아 정부는 국가 친화적인 언론 매체에 쪽지를 보내 칼슨의 비디오 클립을 "가능한 한 많이" 이용하는 것이 "필수적"이라고 말했다. 더 나아가 《마더 존스》는 러시아 정부가 이러한 방식으로 채택한 유일한 서방 언론 전문가는 칼슨뿐임을 주시했다.
《뉴스위크》는 하와이의 전 미국 대표인 털시 개버드가 우크라이나의 "미국이 자금을 지원하는 바이오 연구소"가 "치명적인 병원체"에 대한 연구를 수행하고 있다는 사상을 지지한 이유로 비평가들에게 "러시아 스파이"로 분류되었다고 보도했다. 개버드는 "우크라이나가 미군의 지원을 받아 생물 무기를 개발했다는 주장을 반복하지는 않았지만 ... 많은 사람들이 개버드의 트윗이 러시아가 퍼뜨리는 거짓을 주워섬기는 것처럼 보인다고 비판했다." 이같은 주장을 비판한 비평가로는 일리노이 주 공화당 대표 아담 킨징거와 미트 롬니 등이 있다. 털시 개버드는 또한 《폭스 뉴스》에 출연하여 터커 칼슨과 이 주장을 논의했으며, 이 클립은 러시아 국영 텔레비전에서 재생되었다. 개버드는 나중에 우크라이나에 생물무기가 있다고 믿지 않는다고 말하면서 논평을 명확히 했지만, 전쟁 발발 지역에서 병원체를 연구하는 것으로 추정되는 실험실이 러시아에 의해 피해를 입을 수 있다고 말했다.
브루킹스 연구소 데이터세트는 우익 정치 팟캐스트 그룹이 3월 8일과 18일 사이에 "우크라이나 생물무기 연구소" 괴담을 어떻게 홍보했는지 추적했으며, 스티브 배넌과 찰리 커크는 각각 5개의 에피소드로 해당 음모론을 지지했다. 입증되지 않은 다양한 비난 중, 이전의 코로나19 음모론은 앤서니 파우치를 50회 이상 언급하면서 자주 재탕되었다. 브루킹스에 따르면 팟캐스팅 매체는 '소셜' 미디어보다 잠재적으로 더 빠르게 허위 정보를 전파하는 역할을 했다. 청취자가 주장이나 사실 확인을 거부할 수 있는 "내장된 메커니즘"이 없기 때문이다.
디지털 증오 대응 센터의 연구에 따르면 페이스북은 음모론을 퍼뜨리는 외부 기사를 공유하는 게시물의 80%를 거짓 또는 오도 표시하지 않은 것으로 나타났다. 연구에 이용된 게시물의 날짜는 2월 24일부터 3월 14일까지이다. 페이스북 대변인은 이번 연구가 "우리의 노력의 규모와 범위를 잘못 나타내고 있다"고 말했다.

## 이전 음모론과의 관계
정치학자이자 첩보 학자인 토마스 리드는 역사적 판례( 거울에 비친 비난)에 근거하여 러시아 정부가 "그들이 실제로 하고 있는 일로 상대를 비난"하는 것일 수 있다고 추측한다. 1980년대에 소련이 라오스와 아프가니스탄에 화학무기를 배치했을 때, 소련과 연계된 언론은 CIA가 모기를 무기화하고 있다고 주장하는 허위 정보를 발표했다. HIV/AIDS가 미국의 탓이라던 가짜 소련 보고서 역시 (일반적으로 INFEKTION 작전이라고 불리는) 동시대 소련 활동에서 주의를 분산시키는 것이 목표였다. 또한 토마스 리드는 우크라이나 생물무기 음모론을 우익들이 채택한 것은 코로나19 실험실 누출설의 영향을 받은 것일 수 있다고 말했다.
러시아 정부는 구소련 공화국의 일반 생물학 연구소에 대한 음모론을 조장한 이력이 있으며, 조지아와 카자흐스탄을 상대로도 우크라이나에 제기한 것과 유사한 선전을 퍼뜨린 바 있다. 예를 들어, 크렘린궁은 연구 센터가 코로나19 범유행에 맞서 싸우는 동안, 공중 보건 시설인 조지아의 루가 연구 센터에 대해 날조된 비난을 했다. 연구소는 구소련에 남겨진 대량살상무기 (핵, 화학, 생물학)를 억제하고 제거하기 위해 설립된 넌-루가 협력적 위협 감소 이후 국제 파트너십에 의해 널리 주시되고 있었다. 이 위협 감소가 완료되면 새로 독립한 국가가 소유한 연구 시설에서 새로운 전염병 모니터링 및 예방을 포함한 공중 보건 연구 작업에 착수했다. 국방부는 생물학적 위협을 줄이기 위한 국제 협약의 일환으로 "2005년부터 우크라이나 보건부에 공중 보건 실험실을 개선하기 위한 기술 지원"을 제공하지만 공중 보건 시설을 통제하거나 인력을 제공하지는 않다.
《디 인터셉트》의 작가인 로버트 맥키는 이 음모론과 이라크 전쟁에 앞서 미국이 이라크의 대량살상무기 프로그램에 대해 퍼트린 날조와의 유사점을 지적했다. 그는 러시아 관료들이 정기적으로 이것을 우크라이나에서의 자신들의 행위에 대한 비판을 일축하는 이유로 인용했지만, 그럼에도 불구하고 우크라이나 생물무기에 대한 잘못된 주장을 사실로 제시할 때마다 부시 행정부의 부정직함을 되풀이한다며 다음과 같이 논평했다.
이 모든 것이 시사하는 점은, 러시아 관리들이 이라크에서 대량살상무기에 대한 미국의 거짓 주장에서 얻은 진정한 교훈이란, 그러한 주장이 확실한 증거로 뒷받침되어야 한다는 것이 아니라, 극소수의 사람들만 증거를 찾을 것을 알기에 현재 이와 유사한 거짓 주장을 할 수 있다는 것입니다.

## 같이 보기
- 2021-2022 러시아-우크라이나 위기의 허위 정보
- 우크라이나에 대한 러시아 정보 전쟁
- 트럼프-우크라이나 스캔들 관련 음모론
- 바이든-우크라이나 음모론
- 소련의 생물무기 프로그램